# 宇瑠寅太郎
宇瑠寅 太郎（うるとら たろう、1989年5月8日 - ）は、栃木県大田原市出身で式秀部屋に所属する現役大相撲力士。本名は高橋 徹（たかはし とおる）。身長165.8cm、体重62.3kg。最高位は西序二段38枚目（2018年9月場所）。2017年までの四股名は宇瑠虎 太郎（うるとら たろう）。好物は焼肉である。

## 経歴
高校卒業後、大手企業で勤務していたが、次第に日々の職務の内容に疑問を持ち始め「このままでいいのか」と自問自答する生活が続いていた最中、「自分の部屋じゃなく相撲界に入らないか」とスカウトした式秀に惹かれ、21歳4カ月で式秀部屋に入門。
上述の通り、大相撲の新弟子としては異例の小兵・軽量な上に、高校相撲などのアマチュア経験がなかったものの、柔道などの格闘技の経験を活かし、2010年9月場所の前相撲では2勝2敗と健闘。当初の四股名は櫻潮 功道（おうしお こうどう）であった。初めて番付に載った2010年11月場所の身体測定では体重54.5kgを記録した。
2013年11月場所より四股名を上述櫻潮から宇瑠虎 太郎に改名。四股名の命名者は式秀部屋女将である。四股名の由来は「ウルトラマンタロウ」から。式秀曰く「3分間全力で土俵上で動き回ってほしいという願いを込めて付けた」とのことである。2018年1月場所より、宇瑠虎太郎改め、宇瑠寅 太郎とした。
だが入門当初から左肩の脱臼を頻繁に起こすなど負傷が多く、2014年7月場所に左肩が悪化した為、場所後に根本治療を趣旨とした手術に踏み切り、全治6か月の診断を受け9月場所を全休することとなった。番付外となった11月場所以降も休場してリハビリに専念し、左肩の強化と体重の増加に努め、2015年5月場所で前相撲から復帰。前相撲ではモンゴル出身の霧馬山（後の大関の霧島鐵力）や30年ぶりのカナダ人力士・誉錦を相手に健闘し、3勝4敗の成績を修め、翌2015年7月場所に東序ノ口24枚目に復帰。同場所では4連勝とストレートで勝ち越しを決めたが、その後3連敗で終えた。翌2015年9月場所前に、今度は右肩を脱臼し、同場所以降休場を続け、再び番付外となった。2016年5月場所で前相撲に出場し3勝2敗の成績を修め、2度目の再出世を果たした。しかし再復帰から3場所目となる2016年11月場所前、稽古で左足をかけられた際に骨折、プレートを入れる手術を受ける為に入院し、同場所から休場した。2017年3月場所で番付外に転落しても稽古は満足に積める状態に戻らなかったが、同年7月場所で自身4度目の前相撲に出場し、1勝2敗で再出世した。以降もケガと闘いながら番付昇降を繰り返していたが、西序ノ口7枚目に在位した2018年7月場所では自身初となる6勝1敗の好成績を挙げた。翌2018年9月場所では、約5年ぶりに自己最高位を更新し、西序二段38枚目となった。2019年1月には左肩の脱臼癖に対して腸骨を移植する手術を受け、同年1月場所から休場して再び番付外に転落、同年7月場所の自身5度目の前相撲で復帰した。

## 取り口
著しい軽量であるため、立ち合いから相手に当たっていくことは殆どなく、相手をかわしながら廻しを取りに行く相撲が多い。華奢な体型ながら、柔道の経験を生かした投げ技・捻り技に長け、自身より遥かに重い力士相手にも星を上げることがある。

## エピソード
四股名にまつわるもの
- 2014年1月場所2日目には西序二段72枚目・光源治（峰崎部屋）との珍名力士対決がスポーツ報知に報道された（突き倒しで敗れた）[13]。この場所は12日目の6番相撲で左肩を脱臼したこともあって2勝5敗の不振に終わった[14]。
- 2014年5月場所初日には相手をかわすジャンプを繰り返し、「ウルトラ飛び」と名付けられた[15]。
- 2015年5月場所の復帰を報じる記事は「帰ってきた宇瑠虎」と、ウルトラシリーズの『帰ってきたウルトラマン』に因んだタイトルが付けられた[16]。
- 本場所の打ち上げにおいて、兄弟子がカラオケでB'zの『ultra soul』を歌唱した際は、壇上に一緒に上がり、歌声に合わせてバック転を披露するパフォーマンスも見せた。

その他
- 2020年7月場所6日目に、戦後初の50歳現役力士として話題になった華吹と対戦。土俵中央で相手を右回り3回転させる善戦をしたものの、華吹の50歳の初白星を献上した[17]。
- 2023年5月場所12日目、真庭山に大股という珍しい決まり手を決められて敗れた。

## 主な成績
2025年7月場所終了現在
- 通算成績：192勝270敗63休（80場所）

| | 一月場所 初場所（東京）    | 三月場所 春場所（大阪）   | 五月場所 夏場所（東京） | 七月場所 名古屋場所（愛知） | 九月場所 秋場所（東京）   | 十一月場所 九州場所（福岡） |
| --- | -------------------------- | ------------------------- | ----------------------- | --------------------------- | ------------------------- | --------------------------- |
| 2010年 （平成22年） | x                          | x                         | x                       | x                           | （前相撲）                | 東序ノ口29枚目 3–4          |
| 2011年 （平成23年） | 東序ノ口16枚目 2–5         | 八百長問題 により中止     | 東序ノ口14枚目 3–4      | 西序二段101枚目 3–4         | 東序二段102枚目 2–5       | 東序ノ口5枚目 2–5           |
| 2012年 （平成24年） | 東序ノ口2枚目 4–3          | 西序二段67枚目 2–5        | 東序二段86枚目 4–3      | 東序二段57枚目 3–4          | 西序二段83枚目 4–3        | 東序二段51枚目 3–4          |
| 2013年 （平成25年） | 西序二段74枚目 2–5         | 西序二段81枚目 2–5        | 東序二段90枚目 4–3      | 東序二段58枚目 1–6          | 西序二段89枚目 5–2        | 西序二段45枚目 2–5          |
| 2014年 （平成26年） | 東序二段72枚目 3–4         | 東序二段76枚目 4–3        | 西序二段46枚目 1–6      | 東序二段84枚目 2–5          | 西序ノ口筆頭 休場 0–0–7   | （番付外）                  |
| 2015年 （平成27年） | （番付外）                 | （番付外）                | （前相撲）              | 東序ノ口24枚目 4–3          | 東序二段83枚目 休場 0–0–7 | 西序ノ口18枚目 休場 0–0–7   |
| 2016年 （平成28年） | （番付外）                 | （番付外）                | （前相撲）              | 東序ノ口26枚目 3–4          | 西序ノ口10枚目 4–3        | 西序二段68枚目 休場 0–0–7   |
| 2017年 （平成29年） | 東序ノ口13枚目 休場 0–0–7  | （番付外）                | （番付外）              | （前相撲）                  | 西序ノ口27枚目 4–3        | 東序二段79枚目 3–4          |
| 2018年 （平成30年） | 西序二段92枚目 休場 0–0–7  | 西序ノ口16枚目 3–4        | 西序ノ口2枚目 3–4       | 西序ノ口7枚目 6–1           | 西序二段38枚目 1–6        | 東序二段88枚目 3–4          |
| 2019年 （平成31年 /令和元年） | 西序二段101枚目 休場 0–0–7 | 東序ノ口18枚目 休場 0–0–7 | （番付外）              | （前相撲）                  | 東序ノ口32枚目 4–3        | 西序二段91枚目 1–6          |
| 2020年 （令和2年） | 東序ノ口5枚目 2–5          | 東序ノ口9枚目 5–2         | 感染症拡大 により中止   | 西序二段66枚目 3–4          | 東序二段75枚目 2–5        | 東序二段104枚目 2–5         |
| 2021年 （令和3年） | 東序ノ口6枚目 3–4          | 西序ノ口5枚目 3–4         | 東序二段108枚目 4–3     | 東序二段73枚目 2–5          | 西序二段93枚目 1–6        | 西序二段103枚目 3–4         |
| 2022年 （令和4年） | 東序ノ口筆頭 4–3           | 西序二段63枚目 0–7        | 西序二段112枚目 4–3     | 東序二段77枚目 休場 0–0–7   | 西序ノ口13枚目 4–3        | 西序二段73枚目 2–5          |
| 2023年 （令和5年） | 東序二段88枚目 2–5         | 東序二段95枚目 4–3        | 東序二段61枚目 3–4      | 東序二段79枚目 3–4          | 東序二段94枚目 2–5        | 西序ノ口筆頭 4–3            |
| 2024年 （令和6年） | 西序二段66枚目 2–5         | 東序二段80枚目 3–4        | 西序二段82枚目 2–5      | 東序二段95枚目 5–2          | 西序二段45枚目 2–5        | 西序二段74枚目 3–4          |
| 2025年 （令和7年） | 東序二段92枚目 2–5         | 西序二段97枚目 4–3        | 西序二段64枚目 2–5      | 西序二段91枚目 4–3          | x                         | x                           |
| 各欄の数字は、「勝ち-負け-休場」を示す。 優勝 引退 休場 十両 幕下 三賞：敢=敢闘賞、殊=殊勲賞、技=技能賞 その他：★=金星 番付階級：幕内 - 十両 - 幕下 - 三段目 - 序二段 - 序ノ口 幕内序列：横綱 - 大関 - 関脇 - 小結 - 前頭（「#数字」は各位内の序列） |                            |                           |                         |                             |                           |                             |

## 改名歴
- 櫻潮 功道（おうしお こうどう）2010年9月場所 - 2013年9月場所
- 宇瑠虎 太郎（うるとら たろう）2013年11月場所 - 2017年11月場所
- 宇瑠寅 太郎（うるとら -）2018年1月場所 -